# Ивановскаја (Краснодарска Покрајина)
Ивановскаја (рус. Ивановская) насељено је место руралног типа (станица) на југозападу европског дела Руске Федерације. Налази се у западном делу Краснодарске покрајине и административно припада њеном Красноармејском рејону.
Према подацима националне статистичке службе РФ за 2010, станица је имала 9.473 становника.

## Географија
Станица Ивановскаја се налази у западном делу Краснодарске покрајине, односно на крајњем југу Кубањско-приазовске степе. Лежи на надморској висини од око 8 метара. Село се налази на око 51 км северозападно од покрајинског административног центра, града Краснодара, односно на око 22 км југоисточно од рејонског центра, станице Полтавскаје.

## Историја
Насеље Ивонивско основали су 1794. Кубањски Козаци, а савремени назив и административни статус има од 1842. године.

## Демографија
Према подацима са пописа становништва 2010. у селу је живело 9.473 становника.
| 1989. | 2002. | 2010. |
| ----- | ----- | ----- |
| [ 1 ] | 9.295 | 9.473 |